# El Copé
El Copé est un corregimiento situé dans le district d'Olá, province de Coclé, au Panama. En 2010, la localité comptait 1 425 habitants.